# Alexandria Ocasio-Cortez
Alexandria Ocasio-Cortez (New York City, 13. listopada 1989.; često zvana inicijalima AOC) američka je političarka i aktivistica, te članica Zastupničkog doma SAD-a za 14. kongresni okrug New Yorka od 2019. godine. Članica je Demokratske stranke.
Opisana je kao progresivna, ljevičarska, te krajnje ljevičarska političarka. Svojom ideologijom smatra demokratski socijalizam. Dana 22. ožujka 2024. okarakterizirala je izraelski napad na Gazu i glad u Pojasu Gaze kao genocid. Bojkotirala je govor izraelskog premijera Benjamina Netanyahua u Kongresu 2024. godine, nazvavši ga ratnim zločincem. Podržava pravo žena na pobačaj, ukidanje plaćanja školarine na državnim sveučilištima, te prava LGBT zajednice.

## Raniji život
Rođena je 13. listopada 1989. godine u Bronx četvrti New Yorka kao kćer Sergia Ocasio-Romana i Blance Ocasio-Cortez. Ima mlađeg brata Gabriela. Njezin otac rođen je u Bronxu u obitelji iz Portorika i bio je arhitekt, a njezina majka je rođena u Portoriku.
Srednju školu Yorktown završila je 2007. godine, nakon čega je započela studij na Sveučilištu Boston. Godine 2008. godine otac joj je preminuo od raka pluća. Tijekom studija stažirala je u uredu senatora Teda Kennedyja. Diplomirala je međunarodne odnose i ekonomiju cum laude 2011.
Nakon diplomiranja vratila se u Bronx i radila kao konobarica kako bi pomogla teškoj financijskoj situaciji majke, čistačice i vozačice školskog autobusa. U ovom je periodu također radila u neprofitnoj organizaciji Nacionalni hispanski institut (NHI).
Tijekom 2016. godine radila je kao organizator predsjedničke kampanje Berniea Sandersa.

## Izbori za Zastupnički dom SAD-a
U travnju 2017. godine započela je kampanju povodom izbora za Zastupnički dom SAD-a, koji su se održali 2018. godine. Prva je osoba od 2004. godine koja se na izborima za demokratskog kandidata 14. okruga New Yorka suočila s Joeom Crowleyem. Dana 26. lipnja na unutarstranačkim izborima osvojila je 57,1 % glasova, a njena pobjeda šokirala je mnoge političke analitičare. Njen budžet iznosio je 83 000 USD, a Crowleyev 1,5 milijuna USD. Na općim izborima republikanski protivnik joj je bio Anthony Pappas, koga je očekivano pobjedila osvojivši 78,2 %, odnosno 110 318 glasova.
Godine 2020. na unutarstranačkim izborima pobjedila je Michelle Caruso-Cabreru, a na općim izborima republikanca Johna Cummingsa sa 71,6 %, odnosno 152 661 glasom.
Godine 2022. na unutarstranačkim izborima nije imala protivnika, dok je na općim izborima pobijedila republikanku Tinu Forte s 70,6 %, odnosno 82 453 glasova.
Godine 2024. na unutarstranačkim izborima pobjedila je Martyja Dolana.

## Osobni život
Ocasio-Cortez je katolkinja. Navela je da je dijelom i sefardskog podrijetla. Travnja 2022. zaručila se za dugogodišnjeg partnera, programera Rileya Robertsa.

## Vanjske poveznice
- Službena mrežna stranica